# Centralny Instytut Ochrony Pracy – Państwowy Instytut Badawczy
Centralny Instytut Ochrony Pracy – Państwowy Instytut Badawczy (CIOP-PIB) – państwowy instytut badawczy zajmujący się tematyką kształtowania warunków pracy, zgodnie z psychofizycznymi możliwościami człowieka.
Zgodnie z ustawą z dnia 4 kwietnia 1950 r. o utworzeniu Centralnego Instytutu Ochrony Pracy i jego statutem, do zakresu działań instytutu należą:
- prowadzenie badań naukowych i prac rozwojowych oraz realizacja innych zadań  ustalonych dla Instytutu przez Radę Ministrów w programach wieloletnich
- prowadzenie innych niż określone w pkt. 1 badań naukowych i prac rozwojowych w zakresie ochrony pracy w dziedzinie bezpieczeństwa i higieny pracy oraz ergonomii, a także wdrażanie ich wyników do praktyki w celu eliminacji lub ograniczenia przyczyn powodujących wypadki przy pracy i choroby zawodowe
- upowszechnianie wyników ww. prac, przez wydawnictwa, publikacje, konkursy, wystawy, konferencje naukowe, sympozja i seminaria
- podejmowanie działalności w zakresie doskonalenia metod prowadzenia badań naukowych i prac rozwojowych
- tworzenie programów i pomocy edukacyjnych dla systemu edukacji narodowej oraz prowadzenie szkoleń i kształcenia podyplomowego w dziedzinie  bezpieczeństwa i higieny pracy oraz ergonomii
- opracowywanie i opiniowanie standardów w zakresie ochrony pracy w dziedzinie bezpieczeństwa i higieny pracy oraz ergonomii, a także warunków przestrzegania tych standardów
- prowadzenie certyfikacji w zakresie uzyskanych akredytacji, a także certyfikacji innych wyrobów lub usług związanych z bezpieczeństwem i higieną pracy oraz wykonywanie badań laboratoryjnych do celów certyfikacji
- prowadzenie działalności w zakresie informacji naukowej, technicznej i ekonomicznej, własności przemysłowej i intelektualnej oraz współpracy naukowej z wiodącymi ośrodkami w kraju i za granicą
- opracowywanie analiz, ocen i ekspertyz
- wykonywanie innych zadań zlecanych przez organ nadzorujący.